# Thomas Algren
Thomas Algren West (født 6. september 1962) er en dansk skuespiller og forretningsmand. Thomas Algren blev et teenageidol gennem sin hovedrolle som Tore i filmatiseringen af Klaus Rifbjergs debutroman Den Kroniske Uskyld, som Nordisk Film indspillede i 1985. Han spillede aldrig i flere film. Thomas Algren var fotomodel i Copenhagen Models, da han blev castet af filmens instruktør, Edward Fleming.
Thomas Algren uddannede sig senere til civilingeniør ved Danmarks Tekniske Universitet. Han har haft stillinger i Mærsk Hong Kong Ltd, SGS Hong Kong Ltd, Dana Automotive og Ljungby Maskin AB.
I dag arbejder Thomas Algren med ejendomsudvikling.
Efter 37 års pause som skuespiller kan Thomas Algren genses i en mindre rolle i Nicolas Winding Refn's Netflix serie Copenhagen Cowboy, som har premiere 5. januar 2023.
Thomas Algren er gift, har fire døtre og en bonusdatter og bor på Frederiksberg.